# Саторов, Саидбег
| Дата рожде-ния  | 20 октября 1955                                                            |
| Место рожде-ния | Суфиён, Орджоникидезабадский район (Вахдат), Таджикская ССР, СССР          |
| Страна          | Таджикская ССР, СССР, Республика Таджикистан                               |
| Науч-ная сфера  | Микробиология                                                              |
| Место работы    | ТГМУ им. Абуали ибн Сино, Кафедра микробиология, иммунология и вирусология |
| Альма-матер     | Харьковский медицинский институт (1978)                                    |
| Ученая степень  | Доктор медицинских наук                                                    |
| Ученое звание   | Профессор                                                                  |

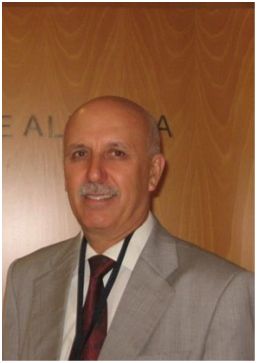

Саидбег Саторов (20 октября 1955 г., с. Суфиён, Орджоникидзеабадский район, Таджикская ССР) — доктор медицинских наук, профессор. 

## Биография
После окончания санитарно-гигиенического факультета Харьковского медицинского института (нынешнего Харьковского государственного медицинского университета) в 1978 г. был направлен на работу в Орджоникидзеабадский район Республики Таджикистан, где работал главным врачом Дома санитарного просвещения. В 1981 г. его пригласили работать на должность ассистента кафедры микробиологии, иммунологии и вирусологии Таджикского государственного медицинского университета им. Абуали ибн Сино.  1983 - 1986 гг. очный аспирант кафедры и для выполнения кандидатской диссертации был направлен в НИИ эпидемиологии и микробиологии им. Гамалеи (Москва, РФ), где под руководством д.м.н., профессора А.К. Акатова выполнял основную часть своей диссертационной работы. В 1988 г. защитил кандидатскую диссертацию на базе Московского научно-исследовательского института эпидемиологии и микробиологии им. Н.Габричевского (Москва, РФ). В октябре 1992 г. года был направлен в «Санкт-Петербургский НИИ экспериментальной медицины им. Академика Павлова» в отдел Молекулярной микробиологии для выполнения докторской диссертации. В связи с разнонаправленностью темы диссертации, работа выполнялась на базе трёх ведущих научных центров: отдела молекулярной микробиологии Санкт-Петербургского НИИ экспериментальной медицины им. Академика Павлова, лаборатории кишечных инфекции Санкт-Петербургского НИИ эпидемиологии и микробиологии им. Пастера и кафедры микробиологии, иммунологии и вирусологии Санкт-Петербургского государственного медицинского университета.  1999 - 2022 гг. зав. каф. микробиологии, иммунологии и вирусологии Таджикского государственного медицинского университета им. Абуали ибн Сино.
В период 2008 - 2014 гг. одновременно работал директором Таджикского научно-исследовательского института профилактической медицины.  

## Научная деятельность
Специалист в области микробиологии, иммунологии и вирусологии. На базе кафедры кафедры микробиологии, иммунологии и вирусологии Таджикского государственного медицинского университета им. Абуали ибн Сино впервые в Таджикистане наладил молекулярно-генетические методы исследования патогенных микроорганизмов (возбудители брюшного тифа, сибирской язвы,  стафилококковой, стрептококковой и хеликобактерной  инфекции), циркулирующих в Таджикистане. Под его руководством впервые в Таджикистане стали изучить клинико-лабораторное значение антигенов системы HLA при патологиях инфекционной  и неинфекционной природы.  
Член редколлегии журналов: Здравоохранение Таджикистана и «Вестник посдипломного образования в сфере здравоохранения» МЗ и СЗН РТ.   

## Награды
"Отличник здравоохранения Республики Таджикистан" и «Отличник образования Республики Таджикистан»